# Symbion pandora
Symbion pandora va ser el primer membre descobert del gènere Symbion i per tant, també, de l'embrancament dels cicliòfors, el 1995 per Reinhardt Kristensen i Peter Funch en la boca d'un Nephrops norvegicus. Es va crear un fílum expressament per a aquesta espècie, però no se sap molt bé on col·locar-lo. Morfològicament té retirada amb un briozou o un entoprocte, però s'han descobert similituds anatòmiques amb els gnatífers.